# François Bachy
Pour les articles homonymes, voir Bachy.
François Bachy est un journaliste français de télévision né à Saint-Cloud le 6 mars 1960. Après une licence de droit et une maîtrise en science politique, il entre au Centre de formation des journalistes.

## Biographie
Il fera toute sa carrière à TF1 où il débute comme journaliste au service économique (1984-1985), puis au service politique (1985-1989). Présentateur du journal de 23 heures le week-end (1989-1991) et du magazine 7 arts à la une (1989-1993), il devient un temps Grand reporter au service culture (1991-1993).
François Bachy reste avant tout un journaliste politique : il devient Chef adjoint (1994-1996), puis Chef du service politique intérieure et Rédacteur en chef adjoint (1996-2002), puis Rédacteur en chef des services politique et économique (de 2002 à 2012).
C'est à ce titre qu'il analyse la nouvelle donne politique lors de chaque soirée électorale ou intervient régulièrement au JT de 20h s'il y a un événement politique. Lors de la campagne présidentielle de 2002, il a animé un "journal de campagne" au sein du journal de 13 heures de Jean-Pierre Pernaut.
Syndic (1998-2003) puis Trésorier adjoint (depuis 2003) de l’Association de la presse présidentielle (APP).
Il a été décoré chevalier de l'Ordre national du Mérite par Jacques Chirac le 3 mai 2007.
Il est directeur adjoint de l'information, responsable du pôle politique depuis 2008 et jusqu'à son départ de la chaîne en septembre 2012.
Depuis 2008, il présente Le Blog Politique, sur TF1 et La Chaîne Info (LCI).
À partir de mai 2011, il présente un jeudi par mois avec Laurence Ferrari Parole Directe, une émission politique mensuelle au journal de 20 heures de TF1.
Il est chargé de la section politique de TF1, et intervient souvent dans les journaux télévisés jusqu'au 10 septembre 2012, date à laquelle il quitte le Groupe TF1.
Il rejoint le groupe Caisse des dépôts, le 16 octobre 2012, en tant que directeur de la communication et membre des comités de direction de la Caisse des Dépôts et du Groupe.
En avril 2017, il devient président de la cité de la mode et du design (Caisse des dépôts). Depuis janvier 2020, il est également membre du cabinet du Directeur Général de la Caisse des dépôts en tant que conseiller culturel.